# 北西伯利亞低地

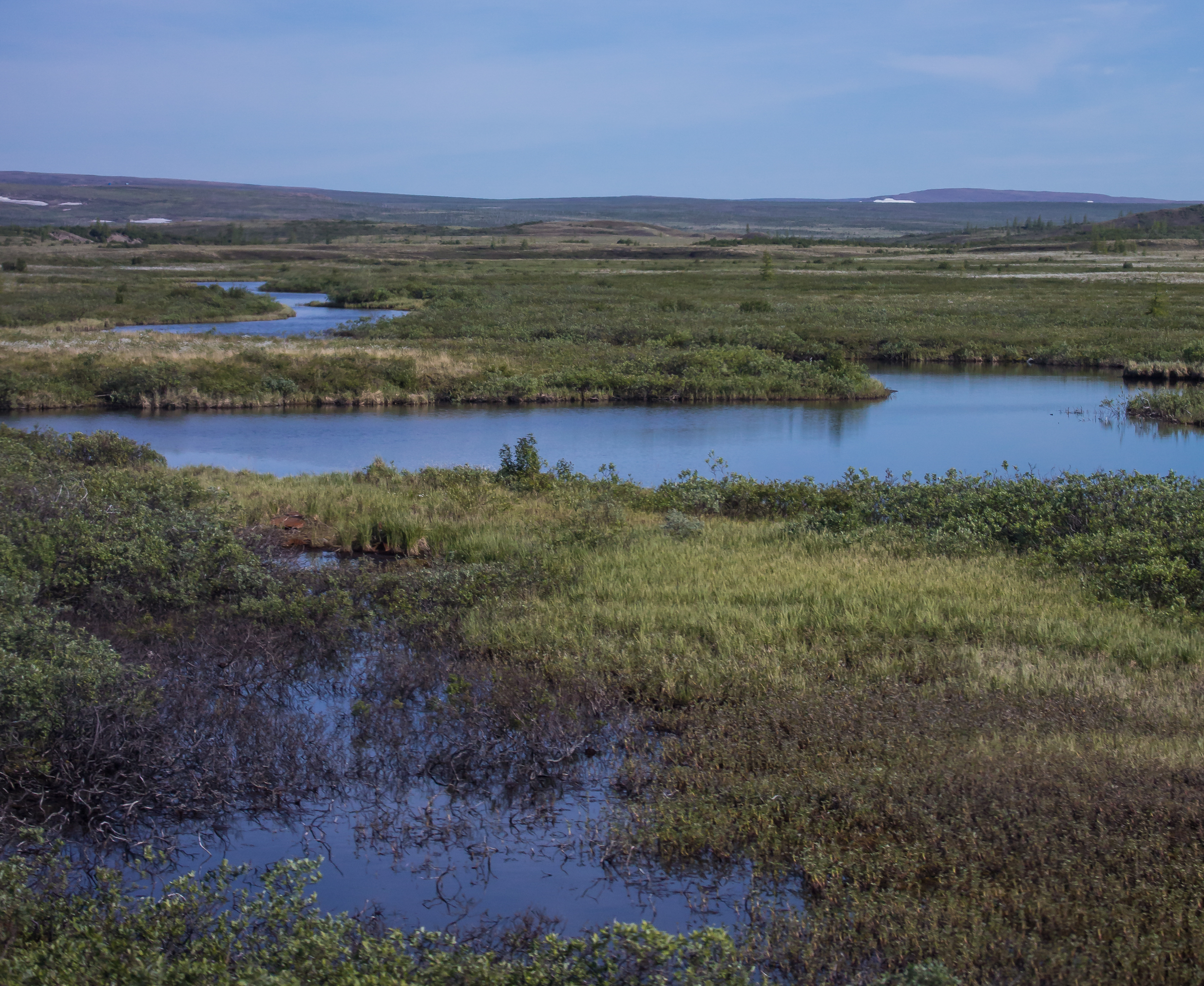
俄羅斯泰米爾半島的西伯利亞苔原

北西伯利亞低地是俄羅斯的低地，由砂岩和板岩組成，東西端和南北端分別相距1,400公里和600公里，最高點海拔高度300米，該地區蘊藏石油、天然氣和煤。
72°0′0″N 101°0′0″E / 72.00000°N 101.00000°E